# Witalij Massol

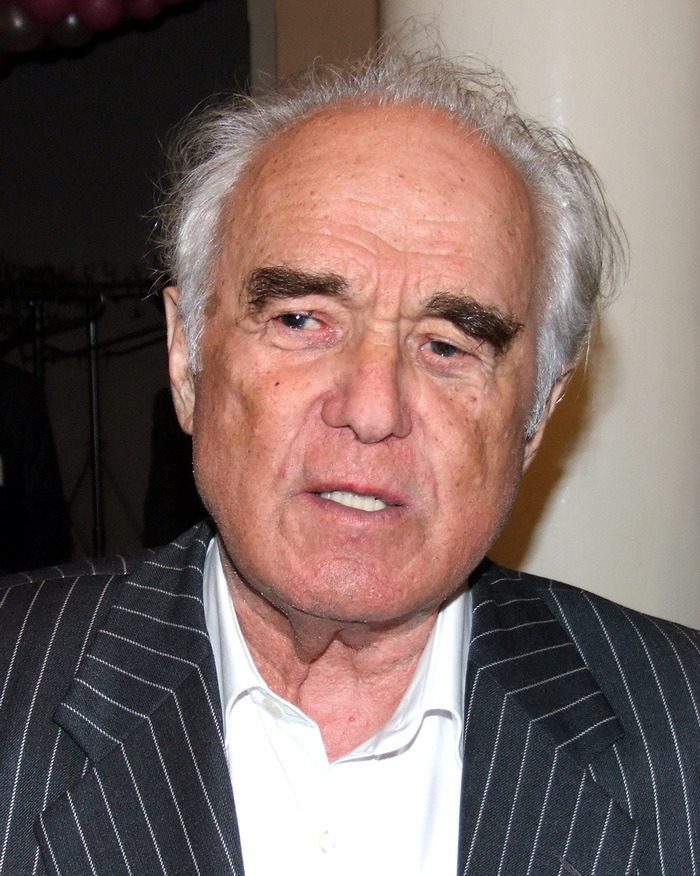
Witalij Massol (September 2009)

Witalij Andrijowytsch Massol (* 14. November 1928 in Olyschiwka, Oblast Tschernihiw; † 21. September 2018 in Kiew) war vom 10. Juli 1987 bis zum 23. Oktober 1990 Vorsitzender des Ministerrates der Ukrainischen SSR (Regierungschef der Ukrainischen SSR) und vom 16. Juni 1994 bis zum 6. März 1995 Ministerpräsident der Ukraine.

## Ehrungen
Massol erhielt 1966 und 1986 den Lenin-Orden, 1971 den Orden der Oktoberrevolution, 1978 den Rotbannerorden, 1997 den Verdienstorden der Ukraine 3. Klasse, 1998 den Orden des Fürsten Jaroslaw des Weisen 5. Klasse, 2003 4. Klasse sowie drei Medaillen.